# Кралство Кастилия
Вижте пояснителната страница за други значения на Кастилия.
Кралство Кастилия (на испански: Reino de Castilla) е историческа държава в централната част на Пиренейския полуостров, съществувала между 850 и 1479. Създадена е в средата на 9 век като графство, васално на Леон. През 1035 става суверенно кралство. През следващите дестилетия играе важна роля в Реконкистата и се обединява с Кралство Леон. Столица на държавата е Бургос, а по-късно Толедо. През 1479 Кастилия се обединява с Кралство Арагон, образувайки Испания.
Първоначално Кастилия била източна област на Астурия и затова, номерацията на кастилските крале продължава номерацията на астурийските. През 1230 става окончателното обединяване на Кастилия и Леон в единно кралство. Бракът между Изабела I Кастилска и Фернандо II Арагонски през 1469 полага началото на Обединена Испания.

## Наварска династия (Хименес)(1035 – 1126)

### Фернандо I Велики и неговите предшественици
Основател на династията е кралят на Навара (от 994) Гарсия I (ок. 964 – 29.7.1000), който нанася редица поражения на маврите, побеждавайки през 984 г. войските на кордовския халиф Абу Амир ал-Мансур, но по-късно е ранен и пленен в битка. Синът му Санчо I Велики (ок. 985 – 10.10.1035), крал на Навара от 1000 г., крал на Кастилия от 1029 г. наследява короната от баща си и води продължителни войни с арабите с променлив успех. По-големият му син Гарсия II (†15.9.1054) получава короната на Навара (1035), а по-малкият, Фернандо I Велики (1017 – 27.12.1065) става граф на Кастилия, а през 1035 г. е обявен за крал. През 1037 г. той присъединява към своите владения и земите на кралство Леон. Неговият брат Гарсия II, му обявява война, но е разгромен през 1054 г. и загива в боя, а част от държавата му е завладяна от Фернандо I Велики. Този кастилски крал поставя началото на продължилата векове борба на испанските християни срещу арабите на Пиренейския полуостров, получила названието Реконкиста. През 1032 г. Фернандо I Велики сключва брак със Санча (1013 – 1067), дъщеря на леонския крал Алфонсо V, от която има пет деца: Урака (ок. 1033/1034 – до 1101); Санчо II (ок. 1036 – 7.10.1072); Елвира (ок. 1037/1039 – 1101); Алфонсо VI Храбрия (1039 – 30.6.1109); Гарсия (ок. 1042 – 22.3.1090), крал на Галисия.

### Санчо II Силния, Алфонсо VI Храбрия, Урака I
Санчо II (1065 – 1072) е определен от своя баща за крал на Кастилия, а брат му Алфонсо VI Храбрия – за крал на Леон. През 1067 г. Санчо II срещу братята и сестрите си, разгромява Алфонсо VI и сваля от престола на Галисия Гарсия, но е убит при обсадата на крепостта Самора. Не оставя потомство от съпругата си Алберта.
За крал на Кастилия е провъзгласен по-малкият му брат Алфонсо VI Храбрия (1072 – 1109). Успял да плени Гарсия, третия син на Фернандо I, той обединява всички земи, които някога са били подвластни на баща му. През 1085 г. отнема от арабите Толедо и обявява този град за своя столица, но скоро след това ходът на войната се обръща и християните търпят неуспехи.
Алфонсо VI Храбрия сключва шест брака:
1. 1069 г. (развод 1077) с Агнес (1052 – 1078), дъщеря на херцога на Аквитания Гийом VIII, от която няма деца;
2. 1081 г. с Констанс (ок. 1046 – 1092), дъщеря на бургундския херцог Робер I, от която има една дъщеря Урака I (24.6.1081 – 8.3.1126);
3. 1093 г. с Берта (ок. 1062 – 1097/1098), дъщеря на бургундския граф Гийом I Велики, от която има един син Санчо (1093 – 1108), който загива в битка с арабите;
4. 1100 г. с Изабела (†1107), от която има две дъщери: Санча (1100/1104 – 1122) и Елвира (1100/1104 – 1135), омъжена (1118) за краля на Сицилия Роже II
5. 1106 г. със Заида (†1107), дъщеря на емира на Севиля ал Мутамид, от която няма деца;
6. 1108 г. с Беатрис (†1110), дъщеря на херцога на Аквитания Гийом VIII, от която няма деца.

Освен това Алфонсо VI има извънбрачна връзка по време на втория си брак с Химена Муньос, от която има две дъщери: Елвира (1081/1082 – 1151), омъжена (1094) за тулузкия граф Реймон VI (ок. 1042 – 1105) и Тереза (1083/1085 – 1130), омъжена (1092) за португалския крал Енрике I.
След смъртта на Алфонсо VI владенията му са наследени от най-голямата му дъщеря Урака I (1109 – 1126). Още като престоланаследница тя е дадена за съпруга през 1090 г. на бургундския принц Реймон (1059 – 1107), от която има син – бъдещия крал Алфонсо VII (1.3.1105 – 21.8.1157). След като овдовява през 1109 г. се омъжва повторно по настояване на кастилската аристокрация за арагонския крал Алфонсо I, но съвместното им управление се оказва неудачно и тя се разделя с него през 1114 г.
| Портрет | Име                   | Прозвище | Управлява от     | Управлява до     |
| ------- | --------------------- | -------- | ---------------- | ---------------- |
|         | Фернандо I (Кастилия) | Велики   | 1037             | 27 декември 1065 |
|         | Санчо II (Кастилия)   | Силния   | 27 декември 1065 | 6 октомври 1072  |
|         | Алфонсо VI(Кастилия)  | Храбрия  | 6 октомври 1072  | 30 юни 1109      |
|         | Урака I               |          | 30 юни 1109      | 8 март 1126      |

## Бургундска династия(1126 – 1366, 1367 – 1369)

### Алфонсо VII император и Санчо III Желания
През 1112 г. синът на Урака I, Алфонсо VII (1126 – 1157) фактически лишава майка си от власт, макар официално да заема престола след смъртта ѝ. Той се обявява също като дядо си за император (1135) и отнема от маврите нови територии. Първо сключва брак през 1128 г. с Берегела (1116 – 1149), дъщеря на барселонския граф Рамон Беренгарий III, от която има четири пълнолетни деца:
- Санчо III (1134 – 31.8.1158), следващия крал на Кастилия;
- Фернандо II (1137 – 22.1.1188), крал на Леон от 1157 г.;
- Санча (1137 – 1179), ∞ 1153 за наварския крал Санчо VI;
- Констанса (1141 – 1160), ∞ 1153 за френския крал Луи VII.[3]

През 1152 г. Алфонсо VII се жени за втори път за Рикса (1130/1140 – 1185), дъщеря на краковско-силезкия княз Владислав II Изгнаник, от която има само една дъщеря доживяла пълнолетие – Санча (1155/1157 – 1208), омъжена (1174) за краля на Арагон Алфонсо II. Освен това Алфонсо VII има и две извънбрачни дъщери: Урака (след 1126 – 1189), омъжена (1144) за наварския крал Гарсия VI и Естефания (след 1150 – 1180), омъжена (1162/1164) за Фернан Руис де Кастро (†1185).
Преди смъртта си Алфонсо VII разделя своите владения между двамата си синове: Санчо III получава Кастилия (1157 – 1158), а Фернандо II – Леон (1157 – 1188). Санчо III прекарва едногодишното си управление, отблъсквайки ударите на съседните владетели. През 1151 г. се жени за Бланка (ок. 1137 – 1156), дъщеря на наварския крал Гарсия VI и остава на престола единствения си син Алфонсо VIII (11.11.1155 – 6.10.1214).

### Алфонсо VIII Благородния и Енрике I
Алфонсо VIII (1158 – 1214) се качва на трона едва на тригодишна възраст, затова в страната се възцарява феодална анархия. След като навършва пълнолетие (1166), той съумява да сложи ред и започва серия атаки срещу владенията на маврите. Победен от арабите при Аларкос (1195), успява с помощта на папа Инокентий III да обедини силите на иберийските владетели и през 1212 г. при Лас-Новас сразява своите противници и си разчиства пътя за нови завоевания.
През 1177 г. Алфонсо VIII сключва брак с Елинор (1162 – 1214), дъщеря на английския крал Хенри II, от която има седем пълнолетни деца:
- Беренгела I (1180 – 1246), кралица на Кастилия през 1217 г. 1-ви брак (1188, анулиран) с херцога на Швабия Конрад (1172 – 1195), син на германския император Фридрих I Барбароса; 2-ри брак (1197, анулиран 1204) с краля на Леон Алфонсо IX.
- Урака (1186 – 1220), омъжена (1206) за португалския крал Афонсу II
- Бланка (1188 – 1252), омъжена (1200) за френския крал Луи VIII
- Фернандо (1189 – 1211), неженен
- Леонора (1202 – 1244), омъжена (1221, развод 1229) за краля на Арагон Хайме I
- Енрике I (14.4.1203 – 6.6.1217), крал на Кастилия (1214 – 1217)
- Констанс (†1243), абатиса в Лас Хуелгас.[3]

Алфонсо VIII е наследен от единствения си син Енрике I (1214 – 1217), който загива още като дете при нещастен случай. През 1215 г. той се жени, а на следващата година се развежда с Матилда (1203 – 1257), дъщеря на португалския крал Саншу I.

### Фернандо III Свети
След преждевременната смърт на Енрике I за крал е обявен неговия братовчед Фернандо III Свети (1217 – 1252), първороден син на краля на Леон Алфонсо IX и кастилската принцеса Беренгела I. Фернандо III (5.8.1199 – 30.5.1252) обединява окончателно Леон и Кастилия през 1230 г. и прогонва маврите от Кордова (1236) и Севиля (1248). От самостоятелните арабски владения в Испания остава да съществува само васалното емирство Гранада. Кралят сключва два брака:
1-ви брак (1219) с Елизабет (1202 – 1235), дъщеря на германския крал Филип Швабски, от която има осем деца, навършили пълнолетие:
- Алфонсо X Мъдри (23.11.1221 – 24.4.1284), следващия крал на Кастилия
- Федерико (1224 – 1277), ∞ 1274 за Екатерина (†1294), дъщеря на епирския деспот Никифор I Дука-Ангел
- Фернандо (1227 – 1243), неженен
- Енрике (1230 – 1304), ∞ 1300 за Хуана Нунес де Лара (†1351)
- Фелипе (1231 – 1274), ∞ 1250 за Кристина (1234 – 1262), дъщеря на краля на Норвегия Хокон IV
- Санчо (1233 – 1261), архиепископ на Толедо и Севиля
- Беренгела (1233 – 1279), монахиня в Лас Хуелгас.[3]

2-ри брак (1237) с Жана (1220 – 1278), дъщеря на граф Гийом д’Омал, от която има три деца:
- Фернандо (1238 – 1260), граф д’Омал от 1252, ∞ 1256/1257 за Лаура (†1270), дъщеря на Амори VI, граф дьо Монфор
- Елинор (1241 – 1290), ∞ 1254 за английския крал Едуард I
- Луи (1243 – 1269).[3]

### Алфонсо X Мъдри и Санчо IV Смелия
Следващият владетел на Кастилия е Алфонсо X Мъдри (1252 – 1282). През 1257 г. той е избран за император на Свещената Римска империя и пропилява двадесет години в напразни усилия да заеме престола. Това отслабва позициите му в Испания, където обяче успява през 1262 г. да отнеме от арабите Кадис. Посредствен политик, той дължи своята слава на културните си начинания. неговото време се свързва с най-блестящите постижения на християнската, арабската и европейската култура в испания през Средновековието. През 1282 г. кралат е свален от престола от втория си син Санчо IV и умира след две години.
През 1246 г. Алфонсо X Мъдри се жени за Виоланта (1236 – 1301), дъщеря на арагонския крал Хайме I, от която има десет деца, осем от които достигат пълнолетие. Освен това има и пет извънбрачни деца от три жени.
- Мартин Алфонсо, извънбрачен син от първата наложница, абат във Валядолид;
- Беатрикс, извънбрачна дъщеря от първата наложница, (1242 – 1303), ∞ 1253 за португалския крал Афонсу III
- Урака Алфонса, извънбрачна дъщеря от първата наложница, ∞ за Педро нунес де Гусман
- Беренгария Алфонса, извънбрачна дъщеря от втората наложница
- Беренгария (1253 – 1300), монахиня в Лас Гуелгас
- Алфонсо Нуньо (1254 – 1281), извънбрачен син от третата наложница, ∞ за Бланка, дъщеря на инфанта на Леон Алфонсо де Молина
- Беатрикс (1254 – 1280), ∞ 1271 за Гулиелмо VII, маркиз на Монферат
- Фернандо I де ла Серда (1256 – 1275), ∞ 1269 за Бланш (1253 – 1320), дъщеря на френския крал Луи IX. основател на клона Кастилия-Серда
- Санчо IV Смелия (12.5.1258 – 25.4.1295), следващия крал на Кастилия
- Педро (1261 – 1283), ∞ 1281 за Маргарета, дъщеря на Емери, викарий на Нарбон
- Хуан (1264 – 1319), херцог на Валенсия, 1-ви брак (1281) с Маргарета (Изабела) (†1286), дъщеря на Гулиелмо VII, маркиз на Монферат; 2-ри брак (1287) с Мария (†1342), дъщеря на бискайския граф лопе де Аро
  - Хуан Едноокия (1293 – 1326), херцог на Биская, ∞ за Изабела (1292 – 1367), дъщеря на португалския инфант Афонсу
    - Мария (1320 – 1348/1349), ∞ за Хуан Нунес де Лара
- Хайме (1268 – 1284), неженен
- Виоланта (1270 – 1308), ∞ за диего лопес де Аро.[4]

Преди смъртта си Алфонсо X Мъдри обявява за свой наследник внука си Фернандо де Лара, син на Фернандо I де ла Серда, четвъртия си син Хуан определя за крал на Севиля, а най-малкия от синовете си – Хайме, за крал на Мурсия. Затова вторият му син Санчо IV Смелия (1284 – 1295) трябва да се бори, за да задържи властта си над Кастилия. Едва през 1294 г. успява да установи известен ред в страната, но умира скоро след това. През 1281 г. Санчо IV се жени за Мария Алфонса (1260 – 1322), дъщеря на инфанта на Кастилия Алфонсо де Молина и Меса, от която има пет деца, достигнали пълнолетие:
- Изабела (1283 – 1328), 1-ви брак (1291, анулиран 1295) с краля на Арагон Хайме II; 2-ри брак (1310) с бретанския херцог Жан III Добрия
- Фернандо IV (6.12.1285 – 7.9.1312), следващия крал на Арагон
- Педро (1290 – 1319), ∞ 1311 за Мария (1299 – 1327), дъщеря на краля на Арагон Хайме II
- Фелипе (1292 – 1327), ∞ 1315 за братовчедка си Маргарита (1300 – 1330), дъщеря на инфанта на Кастилия Алфонсо де ла Серда
- Беатрикс (1293 – 1359), ∞ 1309 за португалския крал Афонсу IV.[4]

### Фернандо IV Обвинения и Алфонсо XI Справедливия
Фернандо IV е провъзгласен за крал едва деветгодишен, но властта му продължава да бъде оспорвана от неговите роднини и мирът е установен едва през 1305 г. През 1310 г. новият монарх завладява Гибралтар. През 1302 г. той се жени за Констанса, дъщеря на португалския крал Диниш I, от който брак се раждат: Леонора (1307 – 1359), омъжена през 1329 г. за арагонския крал Алфонсо IV и следващия крал на Кастилия Алфонсо XI (13.8.1311 – 26.3.1350).
Алфонсо XI Справедливия (1312 – 1350) наследява баща си още като малък. Феодалните размирици в Кастилия продължават до 1324 г., когато кралят е обявен за пълнолетен. След потушаването на бунта на аристокрацията Алфонсо XI се съюзява с тъста си, португалския крал Афонсу IV, баща на съпругата му Мария (1313 – 1357), и побеждава маврите при Тарифа (1340). Умира от чума при обсадата на Гибралтар през 1350 г. баща е на следващия крал на Кастилия Педро I Жестокия (30.8.1334 – 23.3.1369). Освен него има има четирима извънбрачни синове от любовницата си Леонора де Гусман (1310 – 1351):
- Енрике II Братоубиеца (13.1.1334 – 29.5.1379), бъдещ крал на Кастилия
- Федериго (1334 – 1358), близнак на Енрике II
- Тельо (1337 – 1370), граф Агилар
- Санчо (1342 – 1374), граф Албукерке, баща на Леонор-Урака (1374 – 1435), омъжена (1393) за арагонския крал Фернандо I.[5]

### Педро I Жестокия
След смъртта на Алфонсо XI Справедливия с кастилската корона се увенчава единстеният му законен син Педро I Жестокия (1350 – 1369), който установява тираничен режим в Кастилия. Управлението му преминава в непрестанна борба с неговия незаконен брат Енрике, подкрепян от Франция и Арагон. По заповед на Педро I през 1358 г. е убит другият му незакон брат Федериго. Претенциите на Енрике хвърлят страната в тежка война, в която Педро I е напълно разбит при Монтиел (1369), а по-късно е пленен и убит. от съпругата си (от 1353) Бланш (1339 – 1361), дъщеря на херцог Пиер I дьо Бурбон, той има две дъщери: Констанца (1354 – 1394), омъжена за английския херцог Джон Ланкастър (1340 – 1399) и Изабела (1355 – 1393), слючила брак (1372) за английския херцог Едмънд Йорк (1341 – 1402).
| Портрет | Име              | Прозвище     | Управлява от     | Управлява до     |
| ------- | ---------------- | ------------ | ---------------- | ---------------- |
|         | Алфонсо VII      | Императора   | 10 март 1126     | 21 август 1157   |
|         | Санчо III        | Желания      | 21 август 1157   | 31 август 1158   |
|         | Алфонсо VIII     | Благородния  | 31 август 1158   | 6 октомври 1214  |
|         | Енрике I         |              | 6 октомври 1214  | 6 юни 1217       |
|         | Беренгела        |              | 6 юни 1217       | 30 август 1217   |
|         | Фернандо III     | Свети        | 30 август 1217   | 30 май 1252      |
|         | Алфонсо X        | Мъдрия       | 30 май 1252      | 4 април 1284     |
|         | Санчо IV         | Смелия       | 4 април 1284     | 25 април 1295    |
|         | Фернандо IV      | Обвинения    | 25 април 1295    | 7 септември 1312 |
|         | Алфонсо XI       | Справедливия | 7 септември 1312 | 26 март 1350     |
|         | Педро I Жестокия | Жестокия     | 26 март 1350     | 23 март 1363     |

### Династия Трастамара(1369 – 1504)
| Портрет | Име        | Прозвище    | Управлява от     | Управлява до     |
| ------- | ---------- | ----------- | ---------------- | ---------------- |
|         | Енрике II  | Братоубиеца | 23 март 1363     | 29 май 1379      |
|         | Хуан I     |             | 29 май 1379      | 9 октомври 1390  |
|         | Енрике III | Болнавия    | 9 октомври 1390  | 25 декември 1406 |
|         | Хуан II    |             | 25 декември 1406 | 21 юли 1454      |
|         | Енрике IV  | Безсилния   | 21 юли 1454      | 14 декември 1474 |
|         | Исабела I  | Католичката | 14 декември 1474 | 26 ноември 1504  |